# ヴィクトル・ノヴァーチェク
ヴィクトル・ノヴァーチェク（チェコ語: Victor Nováček、 1875年 - 1914年3月3日）は、オーストリア＝ハンガリー帝国出身のチェコ人のヴァイオリニスト、教育者。

## 生涯
末息子としてハンガリー王国領トランシルヴァニア（現ルーマニア）のティミショアラに生まれる。父のマルティンはホラジュジョヴィツェの出身で、プラハのオルガン学校で学んだ後、ティミショアラに居を構え、同市で正教会の合唱指揮者、フィルハーモニック協会の指揮者、音楽学校の校長を務めた人物である。兄弟のルドルフ、オトカル、カレルも音楽家になっており、家庭で音楽教育を受けたヴィクトルは一家の四重奏に加わった。1888年12月3日、13歳だった彼はこの四重奏団で第15回のフィルハーモニック・マチネに出演し、ハイドンの弦楽四重奏曲第11番作品2-5、ベドルジハ・スメタナのピアノ三重奏曲作品15、そしてメンデルスゾーンの弦楽五重奏曲第2番作品87を演奏した。翌年には管弦楽と共演してパガニーニのヴァイオリン協奏曲第1番を演奏している。
プラハ音楽院とライプツィヒ音楽院で研鑽を積み、同校のヴァイオリンの試験ではロベルト・シューマン賞を獲得している。また、ベルリンでは一時ヨーゼフ・ヨアヒムに師事していた。
故郷のティミショアラでヴァイオリンの音楽解釈講座を開こうとしていたところで、ヘルシンキ・フィルハーモニー管弦楽団のコンサートマスターとして招聘を受け、計画を断念することになった。ヘルシンキ音楽院ではヴァイオリンの教授に就任している。1904年2月8日、シベリウスのヴァイオリン協奏曲を作曲者自身の指揮により初演する栄誉に浴した。
1914年3月3日、ヘルシンキに没している。